# Прапор Бистрика
Прапор Би́стрика — офіційний символ села Бистрика Бердичівського району Житомирської області), затверджений сесією сільської ради.

## Опис
Квадратне зелене полотнище, з центру якого до середини верхнього краю і до нижніх кутів відходять білі смуги (завширшки в 1/5 сторони прапора). У нижній частині жовтий клин (завширшки в 1/2 сторони прапора).
Автор — В.Сватула.